# Festung Jülich
Die Festung Jülich bezeichnet die Gesamtheit der Befestigungsanlagen um die rheinische Stadt gleichen Namens, welche in der frühen Neuzeit zwischen 1547 und 1860 bestanden. Sie gehört zu den ältesten und ungewöhnlichsten Zeugnissen von Festungsarchitektur dieser Epoche nördlich der Alpen. Ihre Überreste mit renaissancezeitlicher Zitadelle und napoleonischem Brückenkopf stellen eines der bedeutendsten Ensembles frühneuzeitlicher Wehrarchitektur in Deutschland dar.

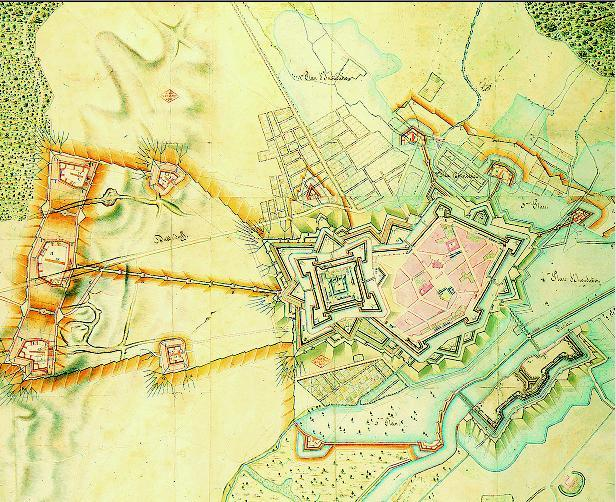
Der von den Franzosen geplante Endausbau der Festung Jülich

## Antike und Mittelalter
Seit der Gründung der Siedlung als römischer vicus entlang der Römerstraße Boulogne – Heerlen – Köln hatte sie eine strategische Bedeutung gehabt, da sie einen der wenigen gangbaren Rurübergänge kontrollierte und wohl bereits in römischer Zeit eine Brücke bestand. Aus diesem Grunde wurde Ivliacvm bereits im 4. Jahrhundert zu einem befestigten Kastell ausgebaut, das wohl sechzehn Türme aufwies und das Gebiet um den heutigen Marktplatz umschloss. Diese Befestigung, ursprünglich zur Abwehr barbarischer Einfälle aus östlicher Richtung gedacht, geriet beim Rückzug der Römer im 5. Jahrhundert in fränkische Hand und wurde zur Keimzelle des Jülichgaus, aus dem dann erst die Grafschaft und im 14. Jahrhundert das Herzogtum Jülich hervorgingen. Im westlichen Teil der Befestigung ist die Burg der Jülicher Herren zu suchen, die vermutlich einen Abschnitt der römischen Umwallung als Außenmauer nutzte. Im heutigen Ortsteil Altenburg entstand im 12. Jahrhundert eine Motte, die bereits im 13. Jahrhundert wieder zerstört wurde. An der Wende vom 13. Jahrhundert zum 14. Jahrhundert erfuhr die Stadt eine komplette Neubefestigung, die bereits einen erheblichen Teil der heutigen Altstadt umfriedete. Es handelte sich dabei um eine gotische Befestigung, die zur Armbrustverteidigung eingerichtet war. Relikte dieser Bauphase sind der Hexenturm und ein erhalten gebliebener Abschnitt der Stadtmauer im Innern der Bebauung des Blockes, der zwischen Stiftsherrenstraße und Großer Rurstraße liegt (Hinterhofgrundstücke Stiftsherrenstraße 7 und 9, Zugang beschränkt möglich).

## Neuzeitliche Befestigung
Zwischenzeitlich waren die Jülicher Herzöge reich und mächtig geworden, das Jülicher Land stellte einen Teil der Vereinigten Herzogtümer Jülich-Kleve-Berg dar. Ihr Beherrscher, Herzog Wilhelm V., hegte große Ambitionen und wollte seine Herrschaft auch auf das Herzogtum Geldern ausdehnen, auf das er nach dem Aussterben des dortigen Herrscherhauses einen Erbanspruch besaß. Kaiser Karl V. betrachtete sich ebenfalls als legitimen Erben, und die beiden Herrscher gerieten 1543 in der Gelderner Fehde aneinander. Der Herzog unterlag dabei dem Kaiser, da sich die mit ihm verbündeten Franzosen nicht für ihn einsetzen wollten. Er unterwarf sich dem Kaiser und musste ihm im Vertrag von Venlo Geldern überlassen und eine Habsburgerin heiraten. Ein wesentlicher Grund für die Niederlage war die schnelle Eroberung der herzoglichen Festungen gewesen, die noch im Mittelalter verhaftet und der modernen Artillerie nicht mehr gewachsen waren. Der Herzog fasste den Plan, mehrere Städte seines Herrschaftsgebietes zu modernen Landesfestungen und zum Teil auch Residenzstädten auszubauen – Düsseldorf als Residenz des Herzogtums Berg, Orsoy als klevischen Hauptwaffenplatz und Jülich als Residenz des Herzogtums Jülich. Die Stadt Jülich war dem Kaiser kampflos übergeben worden und deshalb unzerstört geblieben, man hatte aber bereits mit dem Bau einer neuen, modernen Stadtbefestigung im rondellierten System begonnen. Das genügte dem ehrgeizigen Herzog aber nicht mehr, ihm schwebte eine völlig neue Stadt nach Idealvorstellungen vor. Er hörte sich nach einem geeigneten Baumeister um und verfiel auf Alessandro Pasqualini aus Bologna, einen versierten Architekten und Festungsbaumeister, der schon seit längerer Zeit in den Niederlanden arbeitete. Wilhelm stellte ihn in seine Dienste und übertrug ihm den Ausbau der drei großen Landesfestungen und Residenzstädte.
Das Hauptaugenmerk fiel dabei auf Jülich, wo eine perfekte, ganz neue Stadt nach dem Geschmack der Renaissance entstehen sollte – eine Idealstadt. Die mittelalterliche Stadt stand noch, so dass erste Planungen darauf Rücksicht nehmen mussten. Doch bereits 1547 brannte fast die ganze Stadt in einer einzigen Nacht (vom 25. auf den 26. Mai) nieder, und böse Zungen vermuteten Brandstiftung – lediglich das Gebiet um den Hexenturm und die heutige Kleine Rurstraße blieb verschont. Jedenfalls war der Weg nun frei für einen völligen Neuaufbau nach idealen Gesichtspunkten, und Pasqualini legte bald seine Pläne vor. Der Entwurf sah an der Nordseite der Stadt eine gewaltige Zitadelle mit vier Bastionen vor, mit etwa 500 Meter Kantenlänge von Bastionsspitze zu Bastionsspitze und einer doppelten Befestigung, in deren Zentrum das herzogliche Residenzschloss als palazzo in fortezza liegen sollte, ein damals viel diskutiertes, aber selten ausgeführtes Konzept. Die Stadt war als gestrecktes Pentagon konstruiert, zwei der fünf Ecken sollten von der Zitadelle abgedeckt werden, während der Rest von einer modernen bastionierten Befestigung geschützt wurde. Der Plan der Stadt folgte idealen Gesichtspunkten, alle Straßen waren breit und gerade angelegt und auf die Zitadelle ausgerichtet, um eine Beherrschung der Stadt von ihr aus möglich zu machen. Die Häuser folgten einer strengen Bauordnung, welche die Gefahren durch Feuer oder Straßenkämpfe verringern sollten. So war z. B. die Straßenbreite so berechnet, dass der Trümmerschutt eines eingestürzten Hauses nur die Hälfte ihrer Breite verstopfte und die andere Hälfte für den Durchgangsverkehr frei blieb. Alle Häuser sollten in Steinbauweise ausgeführt werden, um die Gefahr eines verheerenden Stadtbrandes zu minimieren.

## Baubeschreibung

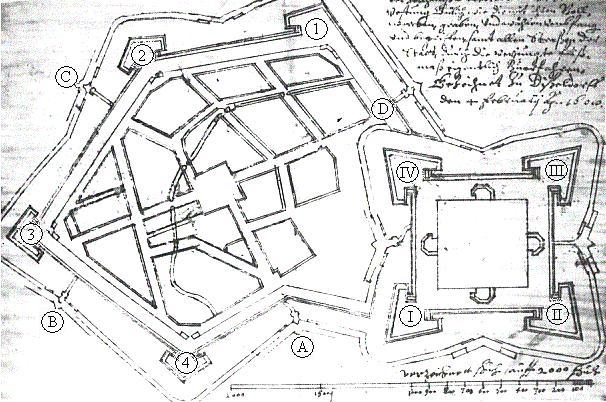
Darstellung Jülichs vor der ersten Belagerung. Bezeichnung der Bastionen: I. Zitadellenbastion Wilhelmus, II. Zitadellenbastion Maria Anna, III. Zitadellenbastion St. Salvator, IV. Zitadellenbastion St. Johannes, 1. Stadtbastion St. Sebastianus, 2. Stadtbastion St. Eleonore, 3. Stadtbastion St. Jakob, 4. Stadtbastion St. Franziskus. Bezeichnung der Tore: A. Kölntor, B. Bongardpforte, C. Aachener Tor oder Rurtor (noch in alter Position), D. Dürener Tor

Wie aus dem Plan zu ersehen ist, teilt sich die Befestigung der Stadt in zwei klar voneinander abgegrenzte Bereiche: die Zitadelle mit dem herzoglichen Schloss und die eigentliche Stadtbefestigung. Es ist anzunehmen, dass der ursprüngliche Plan anfangs umgesetzt werden sollte, die Verschiebung der Schlosskapelle aus der Mittelachse des Ostflügels spricht dafür, dass man den ursprünglich größer angelegten Bau verkleinern musste. Auch die Zitadelle wurde schließlich nur etwa halb so groß wie geplant, und die Stadtbefestigung bekam statt drei nun vier Bastionen, eine davon als Halbbastion, und wurde mit zwei zusätzlichen unregelmäßigen Mauern an die verkleinerte Zitadelle angeschlossen. Dennoch galt die Festung bei ihrer Fertigstellung gegen 1580 als die mächtigste und modernste in ganz Europa. Sie bestand aus folgenden Elementen, die bis zum Ende der Festungszeit fast unverändert blieben und mehrfach modernisiert und um zahlreiche Vorwerke und Aufbauten erweitert wurden:
Zitadelle (bis heute erhalten)
- Bastion Wilhelmus oder auch Zitadellenbastion No. I

Südöstliche Bastion der Zitadelle, nur gering bedroht und vergleichsweise schwach ausgebaut
- Bastion Marianne oder Maria Anna, auch Zitadellenbastion No. II

Nordöstliche Bastion, wegen ihrer Lage gegenüber der Merscher Höhe am meisten gefährdet und am schwersten befestigt
- Bastion St. Salvator, auch Zitadellenbastion No. III

Nordwestliche Bastion, ebenfalls stark bedroht und gut ausgebaut
- Bastion St. Johannes, auch Zitadellenbastion No. IV

Südwestliche Bastion, wenig gefährdet und daher schwach ausgebaut
Stadtbefestigung (nur noch Reste vorhanden)
- Bastion St. Sebastianus oder Stadtbastion No. I

Nordwestliche Bastion der Stadtbefestigung (Ecke Kuhlstraße / Schützenstraße), wegen der Nähe zur Zitadelle und der wenig bedrohten Position nur als Halbbastion ausgelegt. Später mit einem erhöhten Kavalier zum Schutz der Rurfront versehen.
- Bastion St. Eleonore oder Stadtbastion No. II

Westlichste Bastion (Biegung der Schützenstraße nahe dem Hexenturm), schützte das Aachener Tor und den Rurübergang
- Bastion St. Jakob oder Stadtbastion No. III

Südlichste Bastion (Ecke Bongardstraße / Am Aachener Tor), eher wenig bedroht. Schützte das Aachener Tor und die Bongardpforte
- Bastion St. Franziskus oder Stadtbastion No. IV

Östliche Stadtbastion (Ecke Große Rurstraße / Poststraße am Neuen Rathaus), schützte das Kölntor
Die Wälle und Bastionen bestanden aus Erde, eingefasst von Blendmauern aus Ziegeln, die nach der Feldseite hin bis zu fünf Meter stark war. Hinter der feldseitigen Blendmauer lag ein System aus Tonnengewölben, das die Erde des Hauptwalles in kleine Portionen unterteilte und bei einer Bresche in der Mauer das Auslaufen der Erdmassen verhinderte, wodurch das Entstehen einer gangbaren Bresche verzögert wurde, durch die ein etwaiger Gegner den Wall hätte stürmen können. Dabei war die Befestigung der Zitadelle deutlich stärker ausgelegt als die der Stadt, die Mauern waren dort zwölf bis fünfzehn Meter hoch anstatt nur acht bis zehn Metern bei der Stadtmauer, und sie waren mit bis zu 42 Metern auch deutlich stärker als der maximal 20 Meter dicke Stadtwall. Sowohl die Stadtmauer als auch der Zitadellenwall waren im unteren Teil geböscht, was die Mauer verstärkte und dazu führte, dass Wurfgeschosse von oben in Richtung des Feindes abprallten. Im Innern der Bastionen verlief ein System aus bombensicheren Kasematten, die zu den Kanonenhöfen in den zurückgezogenen Flankenstellungen der Bastionen führten, die Zitadelle wies daneben noch Kommunikationsgänge hinter der vorderen Blendmauer und zum Teil auch hinter der hofseitigen Mauer auf, die nachträglich eingebaut wurden.
Sowohl Zitadelle als auch die Stadtbefestigung besaßen mehrere Tore, wobei nur die Stadttore Namen trugen.
- Kölntor: Das Kölntor bildete den östlichen Stadtzugang von der alten Römerstraße Richtung Köln. In späterer Zeit wurde es durch ein vorgeschaltetes Ravelin gesichert. Es war neben dem Aachener Tor der wichtigste Zugang zur Stadt, ganz besonders für den Durchgangsverkehr.
- Bongardpforte: Die Bongardpforte war niemals eines der Haupttore, sondern eher als Ausfall- und Versorgungstor gedacht. Sie durchbrach den südöstlichen Stadtwall und führte auf das dieser Front vorgeschaltete Ravelin. Sie verschwand gegen 1633.
- Aachener Tor oder auch Rurpforte: Der südwestliche Zugang zur Stadt von der Rurbrücke her. Neben dem Kölntor das wichtigste Stadttor und durch mehrere vorgeschaltete Vorwerke stark gesichert.
- Dürener Tor: Das Dürener Tor lag an der Nordseite der Stadt zwischen der Zitadelle und der Stadtbastion I. Es hatte nie eine große Bedeutung und verschwand irgendwann im 17. Jahrhundert.

Die Zitadelle besaß im Norden und im Süden je ein Haupttor, das sie mit der Stadt und mit der nördlichen Feldseite verband. In späterer Zeit wurden auch Tore nach Westen und Osten angelegt, die allerdings nicht dem Durchgangsverkehr dienten, sondern lediglich der Kommunikation mit den östlichen und westlichen Vorwerken.

## Das 17. Jahrhundert

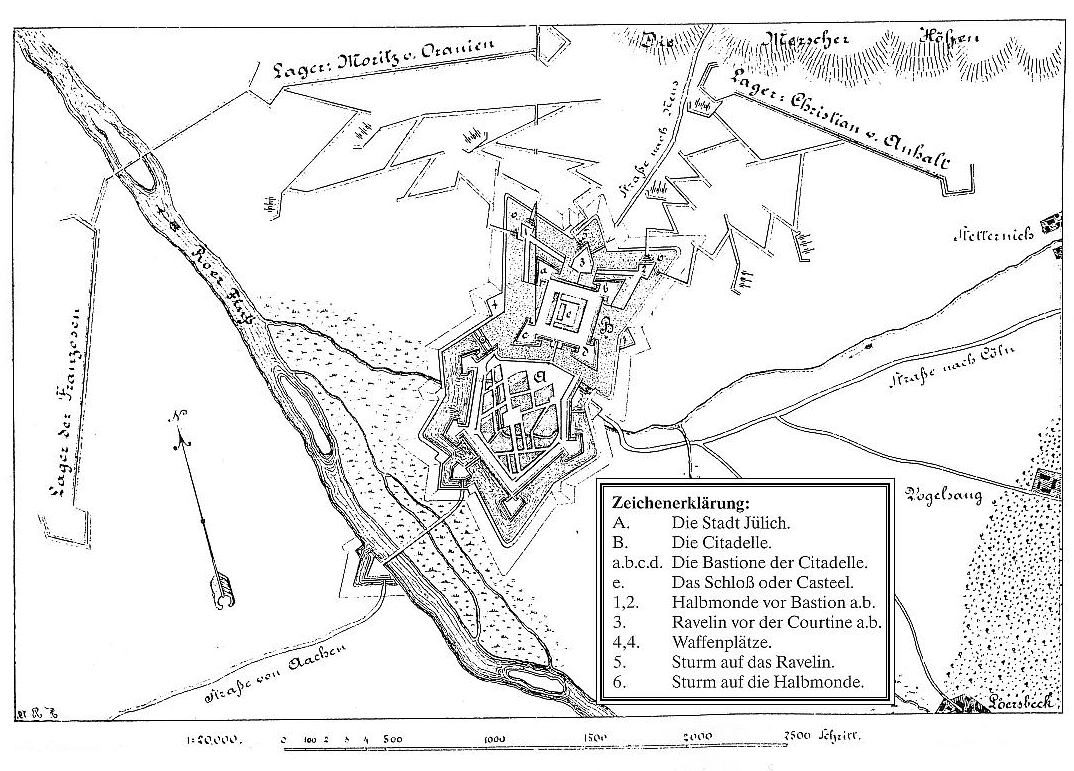
Plan der Belagerung Jülichs 1610

Die erste Bewährungsprobe für die neue Festung kam schon 1610. Im Zuge des Jülich-Klevischen Erbfolgestreites nach dem Aussterben des Herrscherhauses besetzten kaiserliche Truppen die Festung, da der Kaiser Rudolf II. den Standpunkt vertrat, die Lehen würden mit dem Ende der herzoglichen Linie an ihn zurückfallen. Sowohl Brandenburg-Preußen als auch das Kurfürstentum Pfalz machten Erbansprüche geltend, und es kam zum Krieg.

### Die Belagerung von 1610
Niederländische Truppen, die mit den Brandenburgern und Pfälzern verbündet waren, verstärkt um Truppen aus England, Frankreich und der Protestantischen Union, zogen unter der Führung von Moritz von Oranien-Nassau und Christian von Anhalt vor der Festung auf und belagerten sie vom 28. Juli an, begleitet von einem starken Aufgebot internationaler Beobachter, welche die Operationen gegen die damals stärkste Festung Europas gespannt verfolgten. Die Belagerer, angeblich 18.000 Mann zu Fuß und 3.000 Reiter mit 48 Geschützen, zernierten die Festung mit einem Ring aus Schanzen und gingen auf der Merscher Höhe in Stellung, einer Erhebung nordöstlich der Zitadelle, von der aus man einen guten Überblick über das Geschehen und auch eine gute Schussposition für einen Angriff auf die Zitadelle hatte. Durch die überhöhte Position konnte man von dort aus gut in die Festung hineinschießen, angeblich war der hohe Nordostturm des Schlosses ein besonders beliebtes Ziel. Größere Lager befanden sich bei Barmen und Broich (Moritz von Oranien) sowie bei Stetternich und Bourheim (Christian von Anhalt), bei Koslar befanden sich die Quartiere französischer Hilfstruppen. Die 2500 Mann starke Festungsbesatzung hatte vor der Feldseite der Zitadelle einige zusätzliche Vorwerke errichtet, da der Angriff sich nur gegen sie richtete.
In der Nacht vom 31. Juli auf den 1. August begann der eigentliche Angriff durch das Vortreiben von Laufgräben gegen die Zitadelle. Bereits am 4. August begann eine Batterie von vier Geschützen die Befestigungen zu beschießen, fünf Tage später eine weitere Batterie mit neun Geschützen, und am 14. August gesellte sich eine weitere Batterie von vier Geschützen hinzu. Schwerpunkt der Angriffe war das Ravelin II vor der Feldseite der Zitadelle, das einen ersten Sturmangriff noch abweisen konnte, aber bereits beim zweiten in die Hand der Belagerer fiel. Auch die Kontregardes vor den Zitadellenbastionen II und III fielen rasch, und die Belagerer konnten mit dem Errichten von Breschierbatterien vor der Zitadellenbastion II beginnen. In der Festung wurden Bargeld und Nahrungsmittel bald knapp, der Festungskommandant und Jülicher Amtmann Johann von Reuschenberg zu Overbach hatte es versäumt, ausreichende Vorräte anzulegen. Der kaiserliche Reichskommissarius Erzherzog Leopold hatte die Festung zwischenzeitlich verlassen, aber sein Tafelsilber wurde in kleine Stücke geschnitten und, mit einem Stempel versehen, als Notklippen für die Soldaten ausgegeben.
Am 26. August überquerten die Belagerer im Schutz der Nacht den Graben, den sie teilweise aufgefüllt hatten, und forderten die Verteidiger zum ersten Mal zur Übergabe auf. Der Kommandant erbat zunächst drei Tage Bedenkzeit, lehnte dann aber doch ab, worauf die Belagerer am 27. August den Angriff gegen die Zitadellenbastion II begannen. Mineure untergruben die Wälle und durchbrachen die Bekleidungsmauer der Bastion am 28. August, am Tag darauf drangen sie in das dahinterliegende Erdreich ein. Am 31. August war durch die Arbeit der Mineure und 200 Schuss der Belagerungsartillerie eine breite Bresche gelegt, und es war nur noch eine Frage der Zeit, bis eine gangbare Bresche einen Sturm auf die Zitadelle ermöglichen würde. Entsprechend ergaben sich die Verteidiger am 1. September 1610. Den Überlebenden wurde ein Abzug unter ehrenvollen Bedingungen gewährt.

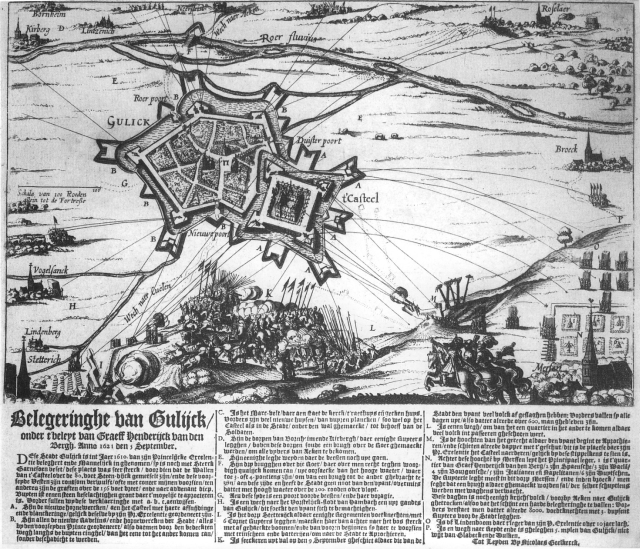
Darstellung der Belagerung von 1621/22. Deutlich sind die der Festung vorgelagerten Hornwerke zu erkennen

In den ersten Jahren nach der Belagerung bestand die Besatzung je zur Hälfte aus brandenburgischen und pfälzisch-neuburgischen Soldaten. Als sich die beiden siegreichen Fürsten 1614 zu streiten begannen, stellten die Niederländer sie zu treuen Händen unter ihren Schutz, und der Serjeant-Major Frederik Pithan aus dem niederländischen Regiment Nassau wurde neuer Festungskommandant. Die neuen Herren legten vor der Stadt und der Zitadelle einige neue Außenwerke an, vornehmlich zeittypische Hornwerke in Erdbauweise. Dabei wurde das Hauptaugenmerk auf die Nordseite der Zitadelle gelegt, die nachweislich am stärksten bedroht war. Zwischenzeitlich hatten sich Brandenburg und Pfalz im Vertrag von Xanten über eine Aufteilung der Vereinigten Herzogtümer geeinigt: Die Pfalz erhielt Jülich und Berg, während Brandenburg Kleve und die Grafschaften Mark und Ravensberg erhielt. Die niederländische Garnison blieb jedoch auch nach dem Vertrag in der Stadt.

### Die Belagerung von 1621/22
Mit dem Ausbruch des Dreißigjährigen Krieges geriet die Stadt wiederum in den Brennpunkt des Interesses. Das Wiederaufflammen der Kämpfe zwischen den niederländischen Generalstaaten und Spanien im Zuge des Achtzigjährigen Krieges bildete den Auftakt zu einer neuen Belagerung. Beide Seiten hatten 1609 einen zwölfjährigen Waffenstillstand abgeschlossen, der in diesem Jahr auslief. Dies zog sofort erneute Feindseligkeiten nach sich, und die Spanier stellten ein Heer auf, um von Jülich und Kleve aus in die Niederlande einzufallen. General Ambrosio Spinola führte den Oberbefehl über 40.000 Spanier, von denen eine Abordnung von 7.000 Infanteristen und 700 Berittenen unter dem Befehl von Graf Heinrich von dem Bergh Jülich angreifen sollte. Die Niederländer unter Moritz von Oranien riefen ebenfalls ihre Truppen zu den Waffen, und ihr Heer sammelte sich bei Schenkenschanz. Die spanische Hauptarmee bewegte sich zunächst unerwartet in Richtung Wesel und nicht direkt gegen Jülich, Spinola wollte offenbar seine Truppen nicht unnötig in einer langen Belagerung verzetteln und suchte stattdessen die Entscheidungsschlacht. Die Niederländer hatten unmittelbar vor Beginn der Feindseligkeiten 1.000 Soldaten aus Jülich abgezogen, wodurch die Besatzung gefährlich geschwächt war.
Am 5. September schlugen die Belagerer ihr Lager am Galgenberg auf unweit von Broich auf, und am 8. September kam Ernst von Isenburg-Grenzau mit weiteren 4.000 Mann und acht Geschützen hinzu. Wieder wurde die Stadt durch einen Ring aus Schanzen von der Außenwelt abgeschnitten, und die Spanier griffen wie schon bei der vorherigen Belagerung vor allem die Zitadelle von der Merscher Höhe aus an. Die Strategie der Belagerer setzte offenbar darauf, die Festung auszuhungern oder durch das Scheitern jeder Hoffnung auf Entsatz zur Übergabe zu verleiten. Die 2.500 Mann starke Besatzung unter dem mittlerweile 72 Jahre alten Frederik Pithan leistete aus den verstärkten Stellungen vor der Zitadelle zähen Widerstand und führten immer wieder Ausfälle durch, um die Arbeit der Belagerer zu stören. Zwischenzeitlich erschien Spinola selbst vor Jülich und forderte bereits am 24. September die Verteidiger zur Übergabe auf, die dies jedoch ablehnten. Obwohl sich Pithan der Lage wohl bewusst war, dachte er noch lange nicht an Aufgabe. Ein besonders erfolgreicher Ausfall am 5. Oktober führte die Reiterei der Verteidiger bis in das Lager der Angreifer. Dort war ein Brand ausgebrochen, so dass die Aufmerksamkeit der Spanier abgelenkt wurde, und angeblich nahm das Lager dabei erheblichen Schaden. Wie bereits bei der Belagerung 1610 hatten die Verteidiger es auch diesmal versäumt, den Inhalt der Magazine in der Umgebung rechtzeitig in die Festung zu verbringen, so dass die Vorräte bald knapp wurden.

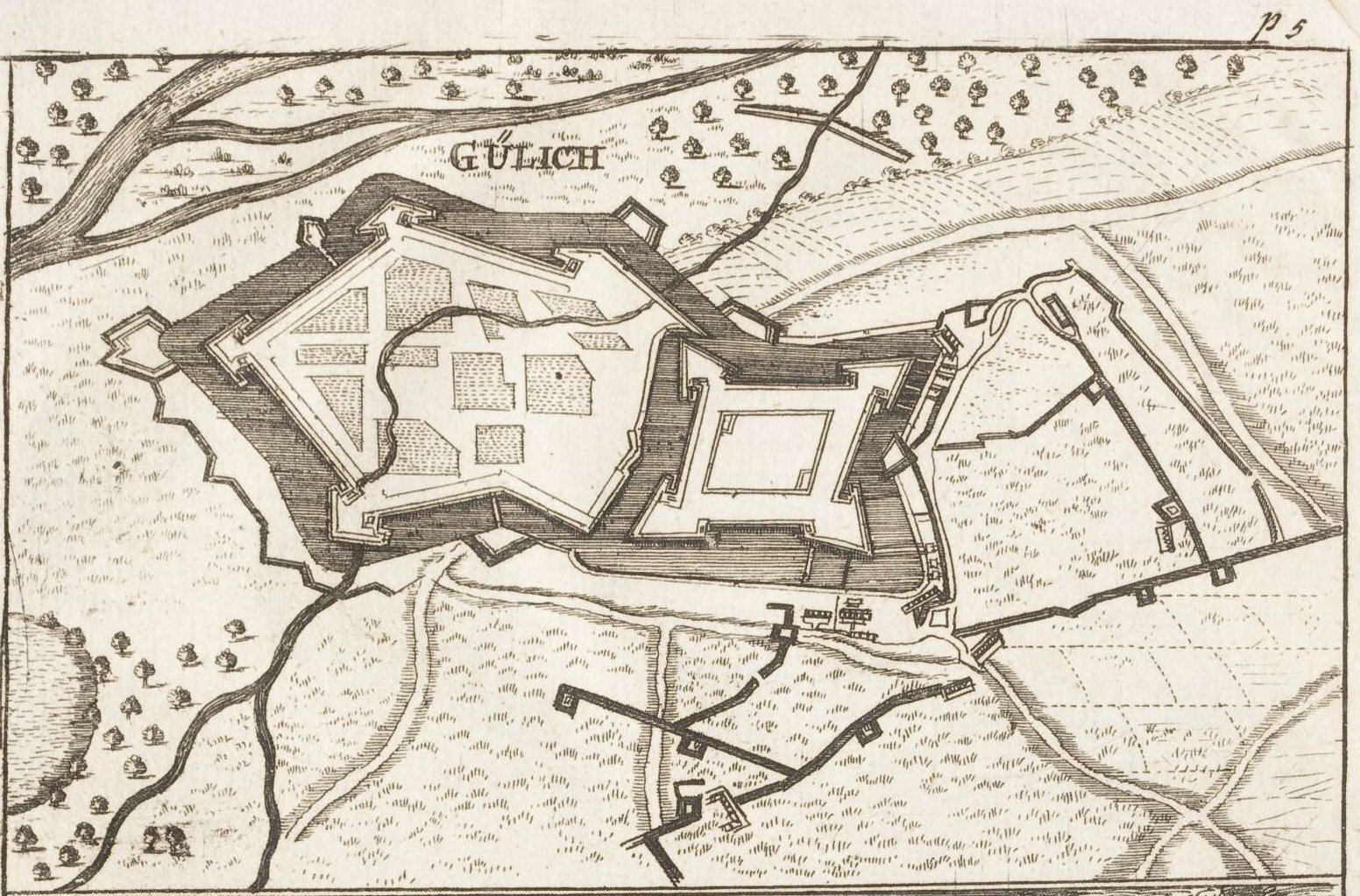
Zeichnung der Festung in einer Veröffentlichung von 1690

Auf einen Entsatz bestand keine Aussicht, denn die Spanier blockierten das niederländische Heer bei Kleve, so dass Moritz von Oranien keine Hilfe schicken konnte. Erneut kam es zur Ausgabe von Notgeld. Als sich bei einem abtastenden Vorstoß im Dezember 1621 das Heer Spinolas den Armeen der Generalstaaten entgegenstellte, erlosch die Hoffnung auf Entsatz endgültig, und Moritz von Oranien entließ seine Soldaten in die Winterquartiere, so dass Spinola nun selbst mit seinem ganzen Heer vor Jülich erschien. Er ließ einen erhöhten Kavalier aufschütten, von dem aus die spanischen Batterien eine wesentlich verbesserte Schussposition hatten, und intensivierte die Beschießung. Die Besatzung zeigte sich davon zunächst unbeeindruckt, obwohl die Nahrungsmittelknappheit immer dramatischere Formen annahm und Krankheiten in der Stadt zu grassieren begannen. Zweimal lehnte Pithan die Übergabe ab und gab dem Grafen von dem Berg zu verstehen, dass man doch das Osterfest abwarten möge, ehe er eine Kapitulation ins Auge fassen wolle. Schließlich beschloss er aber doch am 17. Januar 1622, Verhandlungen aufzunehmen, wenn nicht innerhalb von zwölf Tagen Entsatz oder Nahrungsmittel einträfen, und am 3. Februar 1622 übergab er Jülich an die Spanier, wobei ihm und seinen 2.000 Soldaten der ehrenvolle Abzug gewährt wurde. Offenbar waren seine Vorgesetzten jedoch der Ansicht, dass er nicht das Äußerste zur Verteidigung getan habe, und Pithan wurde wegen der Übergabe Jülichs aus seinem Regiment entlassen.

Für den Rest des Krieges hielten die Spanier die Festung besetzt und führten einige Um- und Ausbauten durch. Unter anderem verlegten sie um das Jahr 1648 wohl auch das Aachener Tor aus der Verlängerung des Hexenturms an seine heutige Position. Angeblich waren die Spanier bei der Bevölkerung nicht sehr beliebt und wurden als Unterdrücker angesehen. Die Spanier verließen Jülich aber erst 1660 und räumten seinen Besitz den Pfälzern wieder ein.

### Ausbautätigkeit
1678 wurde die Stadt im Französisch-Niederländischen Krieg von französischen Truppen blockiert, es fand aber kein ernsthafter Angriff statt. Ab 1693 führten die Pfälzer und später die Bayern erhebliche Ausbauten an der Festung durch. Die Zitadelle erhielt ein vierteiliges Oberwallsystem (Kavaliere) und wurde mit einem Kranz aus vorgeschobenen Ravelins und Kontregardes umgeben, auch ein Glacis wurde angelegt. Die Stadt erhielt ähnliche Vorwerke, wenn auch nicht in der gleichen Stärke wie die Zitadelle, da diese eindeutig die am meisten bedrohte Position darstellte und die Beherrschung der ganzen Stadt ermöglichte.

## Das 18. Jahrhundert

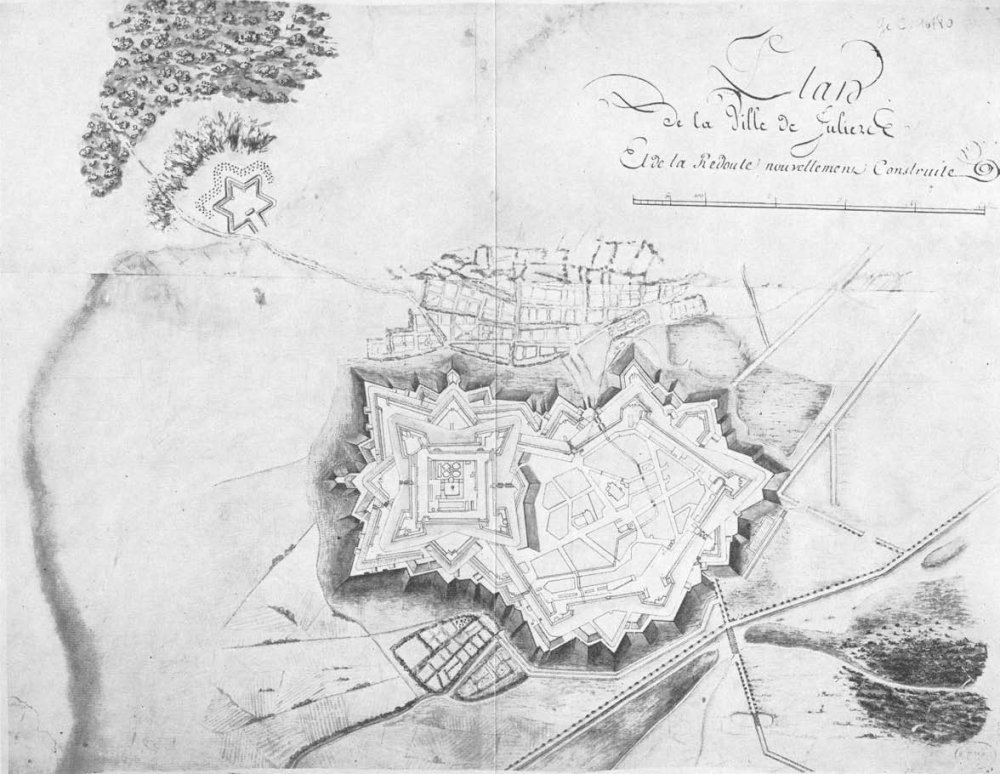
Plan von Jülich um 1800. Man beachte die zahlreichen hinzugekommenen Vorwerke aus der pfälzischen und bayerischen Zeit. Dies ist einer der wenigen Pläne, auf denen die Sternschanze (links oben) auftaucht

Um 1741 und von 1756 bis 1762 besetzten französische Truppen während des Siebenjährigen Krieges die Stadt mit Genehmigung des Herzogs, und erneut von 1772 bis 1778, diesmal ohne Genehmigung. Im späten 18. Jahrhundert verfiel die Festung, und als die Franzosen nach der Zweiten Schlacht bei Aldenhoven 1794 auf sie vordrangen, wurde sie am 3. Oktober kampflos übergeben. Mit der Etablierung der Rheingrenze erhielt Jülich (nun als Juliers eine französische Mairie im Département de la Roer) eine neue Bedeutung als Etappenfestung auf der wichtigen Heerstraße vom Rhein ins französische Mutterland. Auf der Merscher Höhe wurde um diese Zeit eine Schanze angelegt, die heute allgemein als Sternschanze bezeichnet wird. Vermutlich wurde sie von den Franzosen unmittelbar nach der Inbesitznahme der Stadt als Sofortmaßnahme in Erdbauweise errichtet, um diese Schwachstelle zusätzlich zu sichern. Ihre Überreste wurden bei den Ausschachtungsarbeiten eines Neubaugebietes Ende des 20. Jahrhunderts nahe dem umgesiedelten Ort Lich-Steinstraß aufgefunden und führten zur Benennung der Straße Sternschanze. Die Pläne und Ausgrabungsbefunde weisen sie als nach hinten offene Redoute aus, welche die Merscher Höhe beherrschen und einem etwaigen Belagerer das Festsetzen auf der zum Angriff am besten geeigneten Merscher Höhe erschweren sollte.
Die Franzosen schmiedeten weitreichende Ausbaupläne, die sie auch gleich umzusetzen begannen, ganz besonders nach der Machtergreifung von Napoléon Bonaparte. Die kaiserliche Festungsdoktrin sah die festen Plätze nicht mehr nur als Defensivwaffe an, sie sollten vielmehr als fester Rückhalt für das bewegliche Feldheer dienen. Entsprechend sahen die Planungen vor, das von der Festung beherrschte Gebiet enorm auszuweiten, damit es für ein starkes Heer als Rückzugsort, Lagerplatz und Operationsbasis dienen konnte. Außerdem sollte ein Kranz von Feldbefestigungen mit Schanzen an strategisch bedeutsamen Plätzen um die Stadt gelegt werden, um ihr Umfeld beherrschen zu können und einem Angreifer die Annäherung zu erschweren. Sie sollten einem von Jülich aus operierenden kaiserlichen Heer außerdem als Rückhalt und Lagerbefestigung dienen, die meisten geplanten Anlagen blieben jedoch Projekt. Daneben wurden viele andere kleinere Ausbauten und Verbesserungen unternommen, 1811 wurde das Pulvermagazin auf der Zitadellenbastion St. Johannes fertiggestellt, bereits 1806 war sein kleinerer Bruder am Brückenkopf begonnen worden.
Die Schlüsselstellungen der vergrößerten Anlage waren jedoch eindeutig am zu schützenden Rurübergang sowie auf den Merscher Höhen zu suchen, deren Besitz den Angriff auf die Zitadelle ermöglichte. Die südwestliche Front mit dem Flussübergang wurde durch den neu geschaffenen riesigen Brückenkopf (ab 1799) abgedeckt, und es wurde eine neue Rurbrücke (ab 1806) errichtet, die als Schleusenbrücke ausgelegt war. Mit ihr konnte man das Wasser des Flusses stauen und das Gebiet südlich der Stadt unter Wasser setzen, was jedem Angreifer den Zugang unmöglich machte. Ein weiteres großes Projekt war die Anlage von drei großen Forts auf der Merscher Höhe, welche es einem etwaigen Belagerer unmöglich machen sollten, sich der Festung von dort aus zu nähern, ohne sie vorher auszuschalten. Sie wurden 1804 begonnen, wobei Kaiser Napoleon I. selbst den Grundstein legte, die ältere Sternschanze musste den Neubauten weichen und wurde eingeebnet. Als jedoch 1806 die Festung Wesel in französische Hände fiel, sank der Ausbau Jülichs in der Priorität, und die Arbeiten wurden eingestellt. So gelangten die drei Forts niemals über die Ausschachtungsarbeiten für Gräben und Fundamente hinaus, die noch bis in die zweite Hälfte des 20. Jahrhunderts deutlich sichtbar waren und auch in Plänen und Luftbildern auftauchen. Auch danach stellte Napoleon persönlich jedoch erhebliche Mittel zum Ausbau der Festung bereit (bis zu eine Million Francs im Jahr 1806) Daneben begannen die Franzosen mit der Anlage vorgeschobener Lünetten, um das Vorfeld der Festung besser beherrschen zu können. Zunächst wurden nur die Lünetten im Osten, Süden und Westen angelegt, die später mit den Buchstaben D–G bezeichnet waren, da die Forts auf der Merscher Höhe den Schutz des nördlichen Areals übernehmen sollten. Erst später, als der Ausbau der Forts ins Stocken geriet, wurden auch die Lünetten A–C angelegt, wie die anderen zumeist in Erdbauweise.

## Das 19. Jahrhundert

### Die Belagerung von 1814
Abgesehen vom fertiggestellten Brückenkopf waren die Arbeiten aber noch nicht weit gediehen, als die Niederlage Napoleons in der Völkerschlacht bei Leipzig die Franzosen 1813 zum Rückzug hinter den Rhein zwang. Jülich ergab sich nicht, wurde aber von preußischen, dänischen, mecklenburgischen und schwedischen Verbänden 1814 den Winter über blockiert. Kampfhandlungen gab es dabei kaum, es kam den Belagerern vornehmlich darauf an, die Franzosen in der Festung festzuhalten. Der entbehrungsreiche Winter der Belagerung wurde von Johann Wilhelm Schirmer in seinen Lebenserinnerungen beschrieben. Die Festung Jülich wurde dabei ihrem von den Franzosen beabsichtigten Zweck nicht gerecht. Weder gab es ein starkes Feldheer, dem sie als Rückhalt dienen konnte, noch erwies sie sich als Hindernis für die Operationen der Alliierten, welche einige Kilometer südlich der Stadt eine weitere Brücke über die Rur schlugen und so die Festung schlicht umgingen. Die Besatzung war für wirkungsvolle Ausfälle viel zu schwach, und ein Ende März unterbreitetes Übergabeangebot lehnte der Kommandant Brigade-General St. Loup mit Hinweis auf die gute Versorgungslage ab. Am 28. April 1814 ergaben sich die Verteidiger, nach dem Informationen aus Paris eingeholt wurden, und am 4. Mai zogen die Franzosen ab.

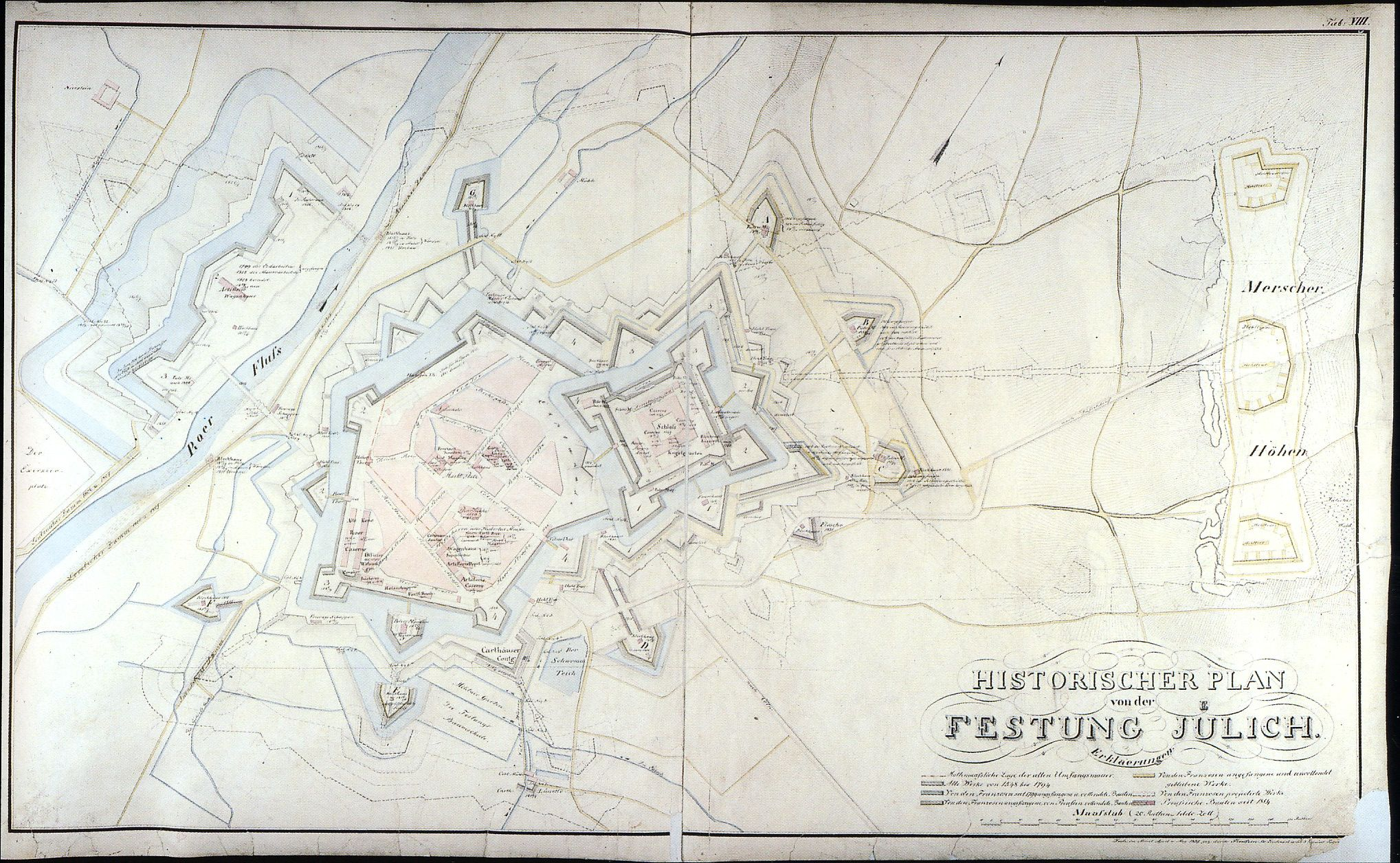
Darstellung von Jülich um 1837 mit allen je gebauten und projektierten Vorwerken. Deutlich sind die unvollendeten Forts auf der Merscher Höhe zu erkennen, aber auch der Lünettenring

### Jülich kommt zu Preußen
Mit dem Friedensschluss 1814 kam Jülich zu Preußen, die weitere Ausbauten durchführten. Die angefangenen Forts auf der Merscher Höhe wurden nicht fertiggestellt, alle anderen von den Franzosen begonnenen Bauten dagegen vollendet. Weiterhin wurden sieben Lünetten mit den Bezeichnungen A–G als vorgeschobene Verteidigungsstellungen um die Stadt gelegt, um ihr Umfeld wirkungsvoller beherrschen zu können. Einige waren bereits von den Franzosen angelegt worden, da die Forts zur Deckung der Zitadelle aber nicht ausgeführt wurden, fügte man drei neue (A–C) hinzu, welche die gefährliche Lücke an der Nordfront schlossen. Nicht weniger als fünf dieser Vorwerke deckten dabei die Zitadelle nach allen Richtungen ab, die anderen beiden schützten die Stadt von Süden aus. Hinzu kam die Neue Flesche, die den großen Zwischenraum zwischen den Lünetten C und D an der Ostflanke der Zitadelle schützte. Die Lage der Lünetten A, B und C lässt sich heute noch am Verlauf der Artilleriestraße ablesen, und der Verlauf der Wilhelmstraße folgt dem ehemaligen gedeckten Weg vom Kölntor zur Lünette D. Das Grundstück von Lünette F ist heute noch im Kataster zu sehen, und der Zuweg zu diesem Vorwerk ist heute eine öffentliche Straße (An der Lünette). Von Lünette A sind zudem noch einige Erdreste erhalten.
1831 wurde die Festung wegen der Revolution in Frankreich in Alarmbereitschaft versetzt, wohl auch wegen des Freiheitskampfes in Belgien. Bereits 1833 folgte aber der Befehl zur Desarmierung, bis zur Schleifung 1860 wurden nur noch Unterhaltsarbeiten durchgeführt.

## Belagerungsübung und Schleifung
Mitte des 19. Jahrhunderts entwickelte sich die Waffentechnologie rasant weiter. Mit der Verbesserung der Metallurgie und Fertigungstechnik war es möglich geworden, treffsichere und weitreichende Hinterladergeschütze und -gewehre mit gezogenen Läufen massenweise herzustellen. Da man nun nicht länger auf Kugeln als Geschosse angewiesen war, sondern drallstabilisierte Langgeschosse verwenden konnte, wuchs gerade bei der Artillerie auch die Durchschlagskraft enorm. Dieser neuen Entwicklung waren kleinere und ältere Festungen wie Jülich nicht länger gewachsen, und das preußische Kabinett entschloss sich 1859, die Festung aufzuheben. Das stieß auf entschiedenen Widerstand der Bürger, die zu einem nicht unerheblichen Teil ihr Auskommen dem Unterhalt der Festungswerke und den Aufträgen durch die Garnison verdankten, und die Bürgerschaft reichte Petitionen bei König Wilhelm ein, die um den Erhalt der Festung oder doch zumindest der Garnison baten. Darauf blieb Jülich Garnisonsstadt, und es wurde eine Unteroffiziersvorschule in der Zitadelle eingerichtet, welche diesem Umstand ihre Erhaltung verdankt.

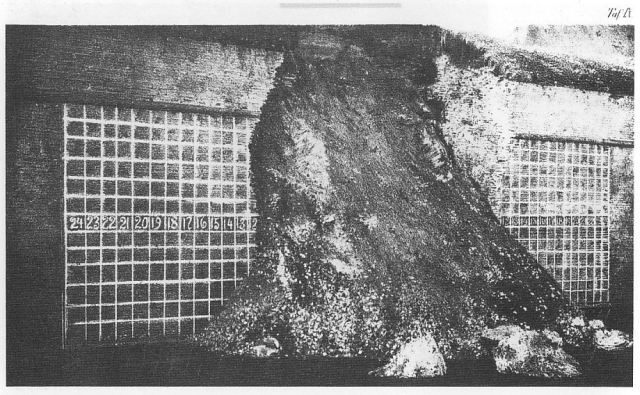
Bresche in der nördlichen Face der Zitadellenbastion Marianne vom 27. September 1860

Im Zusammenhang mit der bevorstehenden Aufhebung der Festung beraumte das preußische Oberkommando für den Zeitraum vom 8. bis zum 29. September 1860 eine großangelegte Belagerungsübung in Jülich an, bei der die neuen Waffen im Einsatz gegen eine zeitgenössische Festung praktisch erprobt werden sollten. Es kamen dabei die neuesten gezogenen Hinterladergeschütze von Krupp zum Einsatz, die Brisanzgranaten verschossen, sowie das neuartige Dreyse-Zündnadelgewehr, das im Deutschen Krieg 1866 so entscheidend zum Erfolg der Preußen beitragen sollte. An den Vorwerken, aber auch an der Zitadelle selbst wurden neue Beschussverfahren und Angriffstaktiken praktisch erprobt, dabei entstand auch die Große Bresche in der nördlichen Face der Bastion Marianne. Es ergab sich, dass die neuen Waffen den Angriff auf eine Festung wie Jülich ganz wesentlich vereinfachten. Ihre gegenüber den alten Glattrohrgeschützen wesentlich gesteigerte Feuerkraft, Schussfolge und Zielgenauigkeit verschob das Gewicht im Belagerungskrieg erheblich zugunsten der Angreifer, und auch die neuen zielgenauen und weitreichenden Schnellfeuer-Handfeuerwaffen trugen dazu bei, dass in Europa zwischen 1860 und 1880 ein großes Festungssterben einsetzte. Kleine Anlagen wie Jülich konnten den neuen Waffen bei einer regelrechten Belagerung nicht mehr lange genug standhalten, um ihren kostspieligen Unterhalt noch länger rechtfertigen zu können, und man setzte in der Folgezeit auf wesentlich größere Festungen mit einem Netzwerk aus sich gegenseitig unterstützenden Forts. Wie verheerend die Waffen des ausgehenden 19. Jahrhunderts gegen ältere Festungen wirkten, mussten die Franzosen im Deutsch-Französischen Krieg feststellen, als die Deutschen Festungen wie Straßburg sehr viel schneller als erwartet erobern konnten.

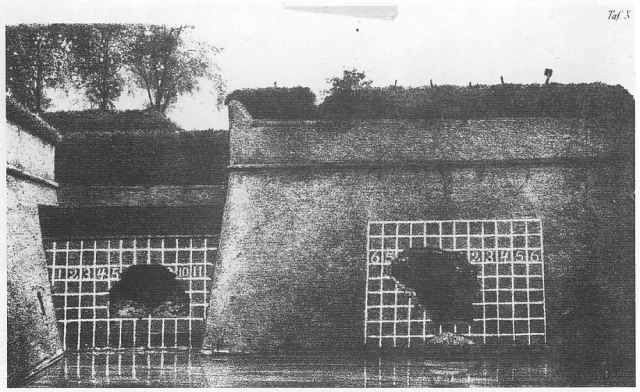
Breschen in der rechten Flanke der Zitadellenbastion St. Salvator vom 26. September 1860

In den Jahren 1859 bis 1861 wurden die weitaus meisten Festungswerke um Jülich planmäßig geschleift. Dem fielen sämtliche Vorwerke und der größte Teil der Stadtbefestigung zum Opfer, lediglich die Zitadelle und der Brückenkopf blieben erhalten. Sie nahmen allerdings im Zweiten Weltkrieg schweren Schaden und wurden neuen Nutzungen zugeführt (siehe jeweilige Spezialartikel).

## Gouverneure der Festung
- Johann von Reuschenberg zu Overbach, vor 1609–1610
- Frederik Pithan, Serjeant-Major, Generalstaaten, 1614–1622
- Johann Edmund Waldbott von Bassenheim, Generalmajor, Kurpfalz, vor 1677–1679
- Freiherr von Leibeck (auch: Lybeck, Libeck), Generalfeldzeugmeister, Kurpfalz, 1679/80, 1689[2]
- Johann Raab von Haxthausen (1715–1732), Freiherr, Feldmarschall-Leutnant und Feldzeugmeister, Kurpfalz
- Jacob Heinrich Graf von Harscamp, General, Kurpfalz, 1732
- Franz Anton Bawyr von Frankenberg, Generalleutnant, Kurpfalz, 1733–1735
- Johann von Pfalz-Birkenfeld, Generalfeldzeugmeister, Kurpfalz, 1753 (Vertretung: Commandant Jarris de la Roche)
- N. von Schutter, Obristleutnant, 1815[3]

## Erhaltene Reste
Von der Stadtbefestigung existieren noch folgende Reste:
- Stadtbastion I St. Sebastianus: Bodenwellen im Bereich der Ecke Schirmerstraße-Bastionsstraße, die den Grabenverlauf andeuten.
- Stadtbastion II St. Eleonore: Bodenwellen in der Blockbebauung
- Aachener Tor: Der Torbogen und die Blendmauer der sich im Süden anschließenden Kurtine sind bis zur Stadtbastion III erhalten, auch der Graben entlang der heutigen Realschule existiert noch
- Stadtbastion III St. Jakob: unterirdisch fast vollständig erhalten, umfangreiche Kasematten.
- Stadtbastion IV St. Franziskus: Grabenrest hinter dem Neuen Rathaus, einige unterirdische Gewölbe sind noch erhalten
- Schwanenteich: ursprünglich als Lösch- und Trinkwasserteich angelegt
- Promenade: folgt weitgehend dem Verlauf der alten Stadtbefestigung, der sich an ihr ablesen lässt.
- Anschluss des Stadtgrabens an den Zitadellengraben: beide Anschlüsse des Stadtgrabens sind noch klar auszumachen, am westlichen Anschluss unter dem Bonhoefferhaus existieren in der Kontereskarpe noch Überreste der ehemaligen Schleusenanlage.
- An der Lünette / Kolfs Insel: Das Neubaugebiet Kolfs Insel liegt auf dem Grundstück der Lünette F.
- Wilhelmstraße: Die Wilhelmstraße folgt dem Verlauf des gedeckten Weges zur Lünette D, das Finanzamt beiderseits der Straße liegt auf dem Grundstück dieses Vorwerkes.

Reste der Vorwerke der Zitadelle:
- Kontregarde III vor Bastion St. Salvator, erhebliche Wall- und Grabenreste entlang der Nordwestseite des Grabens
- Kontregarde II vor der Bastion Maria Anna, ein flacher Erdwall am Grabenrand vor der Bastionsspitze
- Ravelin I (auch Ravelin Lyebeck) vor der Ostkurtine, bedeutende Kasemattenreste unter dem Kindergarten, teils als Luftschutzkeller ausgebaut
- Ravelin II vor der Nordpoterne, Wall- und Grabenreste beiderseits des Zufahrtsweges
- Ravelin III (auch Ravelin Judas) vor der Westkurtine, erhebliche Erdreste und Schleusenanlage im Grabenbereich. Das Ravelin war ein Erdwerk und ist nicht überbaut worden, es ließe sich mit relativ geringem Aufwand wiederherstellen
- Ravelin IV vor der stadtseitigen Poterne, Größe im Pflasterbelag angedeutet, Reste des Torhauses
- Lünette A am westlichen Ende der Artilleriestraße, erhebliche Erdreste
- Lünette C am östlichen Ende der Artilleriestraße, auf dem Grundstück steht heute das Gästehaus des Forschungszentrums.
- Forts auf der Merscher Höhe: bis in die 1970er Jahre waren die begonnenen Ausschachtungen deutlich zu sehen, dann wurden sie von der Friedhofserweiterung und dem Bau der Fachhochschule vernichtet. Lediglich auf dem Postgelände nahe der Sendeanlage des Kurzwellenzentrums sind geringe Reste erhalten, die nicht öffentlich zugänglich sind.